# Hypererythrops richardi
Hypererythrops richardi är en kräftdjursart som beskrevs av Mihai Bacescu 1941. Hypererythrops richardi ingår i släktet Hypererythrops och familjen Mysidae. Inga underarter finns listade i Catalogue of Life.